# Euproutia vernicoma
Euproutia vernicoma là một loài bướm đêm trong họ Geometridae.